# 1,2,4-Butanetriol
1,2,4-Butanetriol là chất lỏng trong suốt hoặc hơi vàng, không mùi, hút ẩm, dễ cháy, nhớt. Công thức hóa học của nó là C4H10O3. Nó là một ancol đa chức có ba nhóm hydroxyl. Nó tương tự như glycerol và erythritol. Nó có một cấu trúc không đối xứng.

## Ứng dụng
1,2,4-Butanetriol được sử dụng trong sản xuất butanetriol trinitrate (BTTN), một chất đẩy quan trọng trong quân sự. Ngoài ra, 1,2,4-Butanetriol cũng được sử dụng làm tiền chất cho hai loại thuốc làm chậm quá trình cholesterol, Crestor và Zetia, có nguồn gốc từ acid 3,4-dihydroxybutanoic, bằng cách sử dụng 3-hydroxy-γ-butyrolactone làm chất tổng hợp chiral. Nó được sử dụng như một trong những monome để sản xuất một số polyeste và làm dung môi. Diệt khuẩn

## Điều chế
1,2,4-Butanetriol thể được điều chế bằng những phương pháp như hydroformyl hóa glycidol, natri borohydride este hóa acid malic, hoặc hydro hóa acid malic. Tuy nhiên, tầm quan trọng là quá trình tổng hợp công nghệ sinh học sử dụng vi khuẩn Escherichia coli và Pseudomonas fragi đã được biến đổi gen.